# Reckless Love
Reckless Love är ett glam metal-band bildat i Finland år 2001, efter vissa ändringar i bandet och många års spelande kom deras debutplatta år 2010. Den 5 oktober 2011 släpptes deras andra platta "Animal Attraction".

## Medlemmar

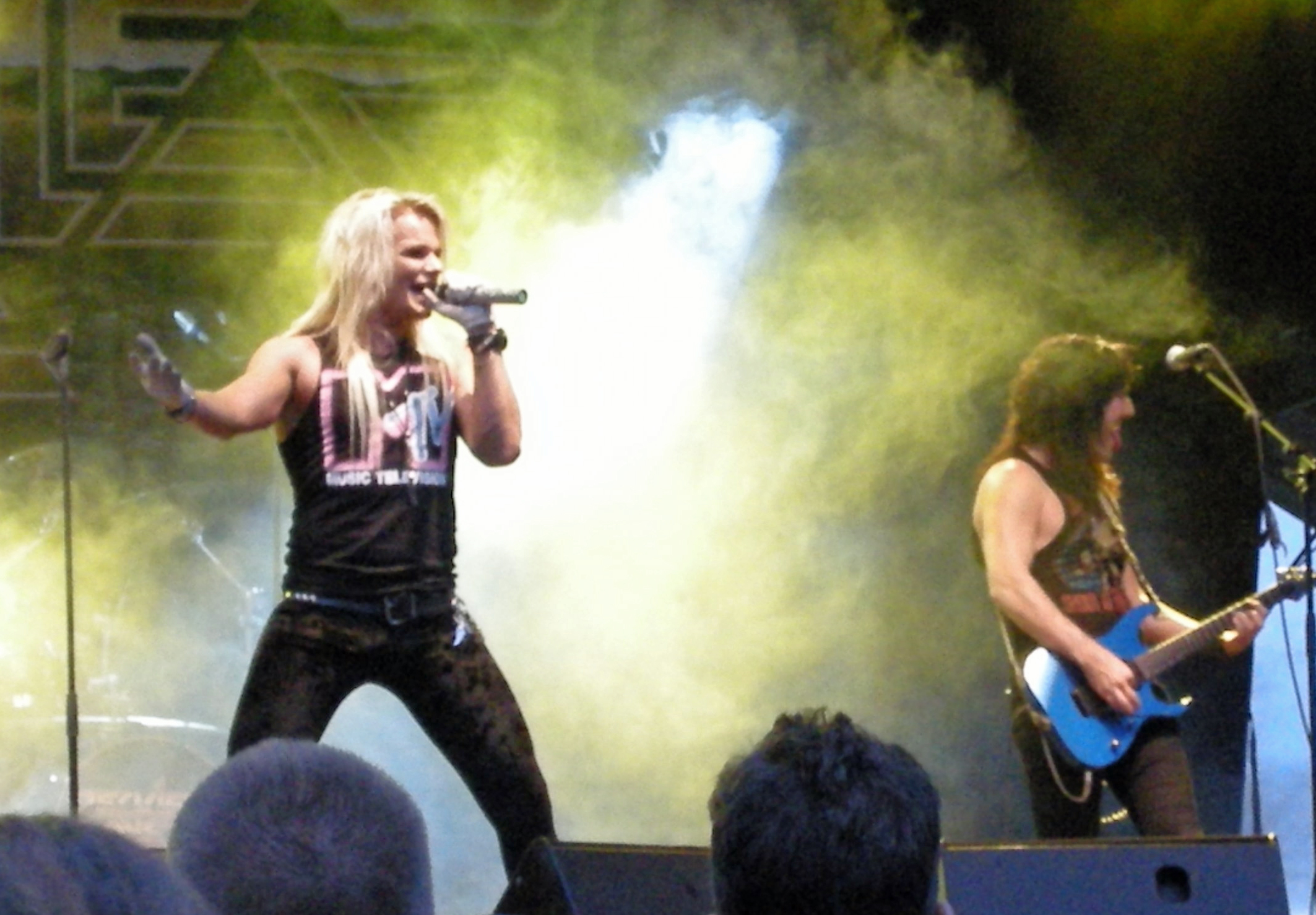
Reckless Love på Skogsröjet 2012

Nuvarande medlemmar
- Olli Herman – sång (2001– )
- Pepe – gitarr (2001– )
- Jalle Verne – basgitarr (2001– )
- Hessu Maxx – trummor (2009– )

Tidigare medlemmar
- Zam Ryder – trummor (2001–2004)
- Mike Harley – trummor (2004–2009)

## Diskografi
Studioalbum
- Reckless Love (2010)
- Animal Attraction (2011)
- Spirit (2013)
- InVader (2016)
- Turborider (2022)

EP
- 2006: Speed Princess
- 2010: Romance
- 2012: Born to Break Your Heart

Singlar
- 2004: "So Yeah!!"
- 2005: "TKO"
- 2005: "Light But Heavy"
- 2009: "One More Time"
- 2009: "Beautiful Bomb"
- 2010: "Badass" / "Get Electric"
- 2010: "Back to Paradise"
- 2011: "Hot"
- 2011: "Young 'N' Crazy"
- 2011: "Animal Attraction"
- 2011: "On The Radio"
- 2013: "Night On Fire
- 2013: "So Happy I Could Die"
- 2015: "Keep It Up All Night"
- 2016: "Monster"
- 2020: "Loaded"
- 2021: "Outrun"
- 2021: "Eyes Of A Maniac"
- 2022: "Turborider"

Musikvideor
- 2009: ”One More Time”
- 2009: ”Beautiful Bomb”
- 2010: ”Badass”
- 2010: ”Romance”
- 2010: ”Back to Paradise”
- 2011: ”Hot”
- 2011: ”Animal Attraction”
- 2012: ”On The Radio”
- 2012: ”Born to Break Your Heart”
- 2013: ”Night On Fire”
- 2013: ”So Happy I Could Die”
- 2016: ”Monster”
- 2016: ”We Are the Weekend”
- 2021: ”Outrun”
- 2022: ”Turborider”